# Puerto Natales
Puerto Natales è il capoluogo del comune di Natales e della provincia di Última Esperanza nella regione di Magellano e dell'Antartide Cilena, in Cile. Base di partenza per visitare il Parco nazionale Torres del Paine, al censimento del 2002 possedeva una popolazione di 19.116 abitanti.

## Società

### Evoluzione demografica
| Censimento del 1992 | Censimento del 2002 |
| 17.275 ab.          | 19.116 ab.          |